# Александровка (Донецк)
Алекса́ндровка (Алекса́ндровка-Шидловка, Алекса́ндровка-Шегловка, Алекса́ндровка-1) — одно из поселений на территории современного Донецка.

## Александровка-Шидловка
48°03′24″ с. ш. 37°48′45″ в. д.

Карта Юзовки и окрестностей 1911 года. Александровка к северу от Юзовки

Упоминание об основании Александровки есть в исследовании Феодосия Макарьевского «Материалы для историко-статистического описания Екатеринославской епархии» (Екатеринослав, 1880.-ч.-2.-с. 38-39). Это первое письменное упоминание о поселении на территории современного Донецка.
Слобода Александровка была основана в 1779 году. Основателем поселения стал поручик Евдоким Степанович Шидловский, которому была пожалована грамота на владение этой местностью.
Евдоким Степанович Шидловский получил 15 тысяч десятин в верховьях реки Кальмиус, в рамках раздачи земли правительством Российской империи в Новороссии офицерам и чиновникам. На землях отданных Шидловскому до основания слободы в конце 1778 уже проживали 14 мужчин и 9 женщин. Кроме Александровки на территории современного Донецка Шидловский основал ещё одно поселение — Евдокимовку.
Поселение было названо Александровка-Шидловка в честь Александра Евдокимовича Шидловского, старшего сына основателя. Местные жители произносили название как «Александровка-Шегловка».
Александровка была волостным селом, центром Александровской волости и принедлежала Бахмутскому уезду Екатеринославской губернии. В дальнейшем Александровка утратила статус волостного центра и стала входить в Григорьевскую волость.
В 1779 году население Александровки и Евдокимовки составляло 46 мужчин и 30 женщин.
В 1782 году население Александровки составляло 341 человек: 206 мужнин и 135 женщин.
В 1793 году в Александровке на средства Евдокима Степановича Шидловского была построена церковь Александра Свирского. Эта церковь является самой старой из построенных на территории современного Донецка. Приказчик Аким Терентьев написал в Бахмутское духовное правление просьбу об освящении церкви. Церковь была освящена 5 февраля 1794 года бахмутским протоиереем Петром Пасевским по резолюции митрополита Екатеринославского Гавриила. Согласно Табелю о поселениях России поселение с приходской православной церковью получало статус села.
Александровка по наследству доставалась Ивану Евдокимовичу Шидловскому, затем Ивану Ивановичу Шидловскому.
C 1820 года в Александровке действовали крестьянские шахты «дудки». Крестьяне брали у Шидловских землю в аренду и отдавали им 1/3 добытого угля. Глубина «дудок» достигала 25 метров. К концу 1830-х годов «дудки» суммарно добывали 200 000 пудов угля (320 тонн).
В 1837 году Ле-Плэ, профессор парижской горной школы упоминает о богатом месторождении каменного угля в селе.
В 1841 году Михаил Семёнович Воронцов взял Александровку в аренду на 30 лет у Шидловского и по его приказу здесь был построен Александровский рудник.
В 1850-е годы Александровка была продана князю Павлу Ливену.
По данным переписи 1859 года в Александровке проживало 1091 человек, при этом нужно учитывать, что часть населения была из беглых крестьян и укрывалась от переписи.
В 1867 году горный инженер А. Ф. Мевиус обосновал возможность постройки металлургического завода возле Александровки.
В семи километрах от Александровки в 1870—1871 годах был построен металлургический завод «Новороссийского общества каменноугольного, железного и рельсового производств». В 1871 году «Новороссийское общество каменноугольного, железного и рельсового производств» арендовало у Ливена Александровку, а в 1889 году купило её.
В 1911 году в селе было 10 лавок, торговый оборот которых составлял 3 тысячи рублей в год.
В 1926 году Александровка-1 вошла в городскую черту Сталино.
На территории современного Донецка Александровка соответствует северо-восточной части Киевского района (район Партизанского проспекта).
Донецкий городской совет в 2005 году ходатайствовал перед Кабинетом министров Украины о том, чтобы перенести официальную дату основания Донецка с 1869 года на 1779 год — дату основания Александровки. Институт истории Украины Национальной Академии Наук рассмотрел документы и оставил 1869 год как дату основания города, аргументируя это тем, что для датировки нужен правовой акт, в котором отражено начало проектирования и строительных работ, а такой акт есть только для заводского посёлка металлургического завода «Новороссийского общества каменноугольного, железного и рельсового производств».